# Nombre d'Arquimedes
|  | No s'ha de confondre amb constant d'Arquimedes. |

El nombre d'Arquimedes (Ar) és un nombre adimensional que s'utilitza en la mecànica de fluids per caracteritzar el moviment d'un cos en un fluid a causa de la seva diferència de densitat. És la relació entre la força gravitacional, forces inercials i forces viscoses.
Aquest nombre porta el nom d'Arquimedes, matemàtic i enginyer grec, perquè se li atribueix l'esforç d'investigar el moviment dels fluids en funció de les seves diferències de densitat.
Es defineix de la manera següent:
{\displaystyle {\rm {Ar}}={\frac {gL^{3}\rho _{\ell }(\rho -\rho _{\ell })}{\mu ^{2}}}}
on:
- g = acceleració gravitatòria (9,81 m/s²),
- ρl = densitat del fluid, kg/m³
- ρ = densitat del cos, kg/m³
- μ = viscositat dinàmica, kg/m·s
- L = longitud característica d'un cos, m

Aquest nombre és igual al quadrat del nombre de Galilei, més comunament utilitzat en determinades disciplines, inclosa l'enginyeria del procés (no obstant això, ambdós es troben).
Quan s'analitza la convecció de calor potencialment barrejada d'un líquid, el nombre d'Arquimedes parametritza la força relativa de la convecció natural i forçada. Quan Ar >> 1 domina la convecció natural, és a dir, els cossos menys densos s'eleven i els cossos més densos s'enfonsen i, quan Ar << 1, domina la convecció forçada.
Quan la diferència de densitat es deu a la transferència de calor (per exemple, el fluid s'escalfa i provoca una diferència de temperatura entre diferents parts del fluid), llavors podem escriure
{\displaystyle {\frac {\rho -\rho _{0}}{\rho _{0}}}=\beta \left(T_{0}-T\right)}
on: 
- β = coeficient de dilatació volumètric, 1/K,
- T = temperatura, K
- El subíndex 0 fa referència a un punt de referència dins del cos fluid, generalment el punt de temperatura més baixa o inicial.

Al fer això dona el nombre de Grashof, és a dir, els nombres d'Arquimedes i de Grashof són equivalents, però adequats per descriure situacions on hi ha material amb diferent densitat i la transferència de calor causa la diferència de densitat, respectivament.
El nombre d'Arquimedes està relacionat amb el nombre de Richardson i el nombre de Reynolds a través de:
{\displaystyle \mathrm {Ar} =\mathrm {Ri} \,\mathrm {Re} ^{2}}